# Petar Grubonić
Petar X. Dišković (Petar Grubonić) (Stari grad (Pag), 2. pol. 14. st. – Split, 30. prosinca 1426.), hrvatski svećenik i splitski nadbiskup i metropolit (1413. – 1426.).

## Životopis
Nadbiskup Grubonić se javlja u literaturi i pod prezimenom Dišković jer su Grubonići samo jedan ogranak roda Diškovića. U jednoj se ispravi 1459. godine izričito spominje kao Grubonić. Otac Ivan mu je bio član Velikog vijeća paške komune 1399. godine.
Rodio se u drugoj polovici 14. stoljeća u Starom Gradu u Pagu. Vrlo rano postaje dominikanac. Nakon svećeničkog ređenja boravio je u raznim samostanima u Italiji. Godine 1406. papa Grgur XII. imenovao ga je biskupom Faenze u Italiji. Sudjelovao je na koncilu u Pisi, 1409. godine. Godine 1412. odrekao se biskupske časti u Faenzi jer je imenovan splitskim nadbiskupom.
Tek je 1420. primio posjed svog biskupstva, a u međuvremenu je vjerojatno boravio na rodnom otoku Pagu, gdje je u gradu Pagu sagradio palaču. Nadbiskup Dišković prihvatio je za boravka u Italiji kulturne ideje renesanse, zanimao se za antičku književnost, ali i za domaću povijest o čemu svjedoči njegov rukopis sačuvan u prijepisu iz 17. stoljeća pod naslovom „Della venuta de Slavi in Europa, re di Dalmazia, et incominciamento della Messa illirica”.
Za vrijeme svoga biskupovanja u Splitu, nadbiskup Petar je dao izgraditi oltar sv. Dujma i proširiti nadbiskupsku mensu odnosno preuredio je splitsku katedralu te dao urediti biskupsku palaču u Splitu. 
Umro je 30. prosinca 1426. godine. Živio je u nadi da će jednog dana Pag biti biskupija pa je rodnom Pagu ostavio sve svoje biskupske insignije.

### Članci
- Granić, Miroslav. 1977. Uz 550. obljetnicu smrti splitskog nadbiskupa Petra Grubonića. Crkva u svijetu. Sveučilište u Splitu - Katolički bogoslovni fakultet. Split. 12 (1): 92–94

| Titule u Katoličkoj Crkvi         | Titule u Katoličkoj Crkvi        | Titule u Katoličkoj Crkvi   |
| --------------------------------- | -------------------------------- | --------------------------- |
| prethodnik Dujam II. de Judicibus | splitski nadbiskup 1413. – 1426. | nasljednik Franjo Malipiero |